# Mesón Molino
Mesón Molino är en ort i Mexiko.   Den ligger i kommunen Álamo Temapache och delstaten Veracruz, i den sydöstra delen av landet, 230 km nordost om huvudstaden Mexico City. Mesón Molino ligger 22 meter över havet och antalet invånare är 472.
Terrängen runt Mesón Molino är huvudsakligen platt, men norrut är den kuperad. Runt Mesón Molino är det ganska tätbefolkat, med 65 invånare per kvadratkilometer. Närmaste större samhälle är Temapache, 13,0 km norr om Mesón Molino. Trakten runt Mesón Molino består till största delen av jordbruksmark.